# Наумов, Валентин Степанович
Валенти́н Степа́нович Нау́мов (1938, Брест-над-Бугом, Полесское воеводство, Польша) — советский гребец-байдарочник, выступал за сборную СССР во второй половине 1950-х — первой половине 1960-х годов. Трёхкратный чемпион Европы, пятикратный чемпион всесоюзного первенства, победитель регат республиканского и международного значения. На соревнованиях представлял спортивное общество «Буревестник», затем — «Спартак». Мастер спорта СССР (1956). Заслуженный мастер спорта СССР (1969). Также известен как тренер и преподаватель.

## Биография
Родился в 1938 году в Бресте-над-Бугом, Польская Республика.
Активно заниматься греблей начал в раннем детстве, проходил подготовку в брестской гребной команде добровольного спортивного общества «Спартак». Первого серьёзного успеха добился в 1956 году, когда завоевал серебряную медаль на первой Спартакиаде народов СССР, с байдаркой-одиночкой на дистанции 1000 метров. Год спустя на всесоюзном первенстве стал уже чемпионом в этой дисциплине, попал в основной состав советской гребной сборной и благодаря череде удачных выступлений удостоился права представлять страну на чемпионате Европы в бельгийском городе Гент — в зачёте одноместных байдарок выиграл сразу три золотые награды, в километровой гонке, в полукилометровой и в эстафете 4 × 500 м. Стал, таким образом, первым в истории СССР трёхкратным чемпионом Европы по гребле. Тренер — Н. В. Смирнова.
В 1957 и 1958 годах на чемпионатах Советского Союза Наумов неизменно защищал чемпионский титул в километровой дисциплине, однако затем уступил лидерство таджику Ибрагиму Хасанову и на некоторое время выбыл из состава сборной. В сезоне 1961 года добился чемпионского титула с одиночкой на десяти километрах, в 1964-м взял золото десятикилометрового заплыва с четырёхместным экипажем. Впоследствии ещё в течение нескольких лет оставался действующим спортсменом, тем не менее, в последнее время уже не показывал сколько-нибудь значимых результатов. За выдающиеся спортивные достижения в 1969 году удостоен почётного звания «Заслуженный мастер спорта СССР».
После завершения спортивной карьеры Валентин Наумов перешёл на тренерскую работу, подготовил множество талантливых гребцов, признан заслуженным тренером Белорусской ССР. Кроме того, долгие годы преподавал на кафедре водно-технических видов спорта в Белорусском государственном университете физической культуры.

## Награды
- Медаль «За трудовую доблесть» (27.04.1957) — «за успехи, достигнутые в деле развития массового физкультурного движения в стране, повышения мастерства советских спортсменов, и успешное выступление на международных соревнованиях»